# У пащі божевілля
«У пащі божевілля» (англ. In the Mouth of Madness) — американський фільм жахів 1994 року режисера Джона Карпентера. Сценарій фільму оснований на творах Говарда Лавкрафта та Стівена Кінга. Фільм є заключним в апокаліптичній трилогії режисера та завершує ідеї його фільмів «Щось» та «Принц Темряви».

## Сюжет
Джон Трент — страховий агент, що за дорученням видавництва книг жахів, вирушає в глухе американське містечко для зустрічі із знаменитим автором жахів Саттером Кейном. Кейн готує нову книгу. Ніхто з видавництва не знає навіть того, як виглядає знаменитий автор — тільки одна жінка-агент контактує з ним (це відсилання до Лавкрафта, який не виходив зі своєї кімнати, і з ним контактувала тільки його доглядальниця). Причиною цієї поїздки є те, що видавництво втратило зв'язок з Кейном.
У міру наближення до мети агенту все частіше починає здаватися, що навколишнє оточення йому дуже знайоме. Стає ясно, що весь антураж містечка навіть у деталях повторює образи з книг знаменитого автора, сюжет більшості книг якого — вторгнення на землю потойбічних сил, що несуть безумство та смерть. Договір з автором уже підписаний, коли агент з'ясовує таємну причину його творчості: письменник прагне відкрити своїми книгами шлях на Землю потойбічним істотам. Чим більше людей повірять у його книги, тим простіше буде силам безумства заволодіти ними.
Джон, після довгих сумнівів, починає вірити у небезпеку від книг, але вже пізно — величезний успіх цієї літератури не дозволяє йому переконати видавця заборонити її поширення. Читачі тим часом починають божеволіти. Вони вже повірили у владу таємничих чудовиськ. Втім, чудовиська існують насправді.

## У ролях
- Сем Нілл — Джон Трент
- Джулі Кармен — Лінда Стайлз
- Юрген Прохнов — Саттер Кейн
- Кевін Зегерс — дитина
- Хайден Крістенсен — хлопчик-газетяр на велосипеді
- Джон Гловер — доктор Саперштейн
- Берні Кейсі — Робінсон
- Пітер Джейсон — містер Пол
- Чарлтон Хестон — Джексон Харглоу

## Зв'язок із творчістю Говарда Лавкрафта
Фільм містить безліч відсилань до творчості відомого письменника Говарда Лавкрафта. Зокрема, сама назва фільму має схожість з назвою повісті Лавкрафта «У горах божевілля» (англ. In the Mountains of Madness). Також у фільмі використовується такий улюблений прийом письменника, як розповідь про минулі події особою, яка поміщена до психіатричної лікарні.
Крім зазначених фактів, у фільмі існує відсилання до лавкрафтівських міфічних істот старійшин з Міфів Ктулху. Вказуються герої та місця з його текстів (наприклад місіс Пікман). Крім того у фільмі можна зауважити і пряме цитування творів Лавкрафта — сцена, коли персонаж Джон Трент читає уривки з творів Саттера Кейна.

## Знімання
Як Чорна церква Хобб-Енду був знятий Собор Перетворення Словацької греко-католицької церкви, що розташований в місті Маркхем, провінція Онтаріо, Канада. А як будівлю психіатричної лікарні було задіяно будівлю водоочисної станції в Торонто, де знімалися деякі сцени і для інших фільмів. Однак після подій 11 вересня 2001 року станція стала закритим об'єктом.
Актор Сем Нілл, який виконав роль Джона Трента, під час знімання фільму давав Карпентеру поради. Підсумком цих порад з'явилися деякі кадри фільму, коли дія відбувається в готелі.

## Нагороди
- Фестиваль Fantasporto 1995 року — приз критики.

## Цікаві факти
- В одній із сцен фільму Саттер Кейн вимовляє фразу: Я говорив тобі, що мій улюблений колір — блакитний? У той же час у всіх героїв фільму при великому плані можна спостерігати блакитні очі.